# Marspassage (Jupiter)
Marspassage benämns det som inträffar när planeten Mars passerar framför solen sett från Jupiter, men även från Saturnus, Uranus eller Neptunus. Mars kan då ses som en liten svart skiva som långsamt rör sig över solens yta. 
Nästa Marspassage från Jupiter kommer att ske den 8 juli 2040, högst sannolikt utan något mänskligt öga som kan se.
Den synodiska perioden för Mars och Jupiter är 816,51 dygn. Den inbördes inklination är 1,44 grader. Passagerna upprepar sig ibland med ett mellanrum i tid av 13062,8 dygn (ungefär 35 år och 9 månader), beroende på hur planeternas omloppstider sammanfaller.

## Tidtabell för Marspassager från Jupiter[2]
| Datum för passage |
| ----------------- |
| 29 juli 1613      |
| 18 maj 1631       |
| 17 januari 1732   |
| 7 november 1749   |
| 24 oktober 1767   |
| 12 augusti 1785   |
| 13 april 1886     |
| 3 februari 1904   |
| 19 januari 1922   |
| 8 november 1939   |
| 8 juli 2040       |
| 28 april 2058     |
| 1 februari 2094   |
| 26 december 2158  |
| 2 oktober 2194    |
| 24 juli 2212      |
| 23 mars 2313      |
| 14 januari 2331   |
| 28 december 2348  |
| 19 oktober 2366   |
| 17 juni 2467      |